# Pitney (Somerset)
Pitney est une paroisse civile et un village du Somerset, en Angleterre.